# Blake Williams
Pour les articles homonymes, voir Williams.
Blake Williams est un ancien joueur américain de basket-ball. Il évolue durant sa carrière au poste d'arrière.

## Palmarès
- Finaliste du championnat du monde 1950
- Champion NCAA 1945, 1946